# Grevillea calliantha
Grevillea calliantha är en tvåhjärtbladig växtart som beskrevs av R.O. Makinson & P.M. Olde. Grevillea calliantha ingår i släktet Grevillea och familjen Proteaceae. Inga underarter finns listade i Catalogue of Life.